# チャールズ・W・J・ウィザース
チャールズ・W・J・ウィザース（Charles W. J. Withers FBA, FRSE, FAcSS、1954年12月6日 - ）は、スコットランドの歴史地理学者。1994年から、エディンバラ大学教授を務めている。

## 学歴
チャールズ・ウィザースは、エディンバラのダニエル・スチュアート・カレッジ（Daniel Stewart's College：のちに合併してスチュアーツ・メルヴィル・カレッジ）に学び、セント・アンドルーズ大学でB.Sc.、ケンブリッジ大学ダウニング・カレッジでPh.D.を取得した。

## 研究と栄誉
ウィザースは、科学史、特に啓蒙時代に関心を寄せており、印刷、探検、地図製作の歴史などを研究対象としてきた。
2008年には、王立スコットランド地理学会から、歴史地理学と地理学史への貢献に対し、百周年メダル (the Centenary Medal)を授与された。
2012年には、王立地理学会から、歴史地理学、文化地理学への貢献に対して金メダル（創立者メダル）)を授与された。
2015年には、エリザベス2世女王とスコットランド首相ニコラ・スタージョンによって「Geographer Royal for Scotland」に任じられたが、これは118年ぶりに復活した名誉職である。

## 主な著書

### 単著
- Gaelic in Scotland 1698 to 1891: the geographical history of a language (John Donald, 1984).
- The Highland Communities of Dundee and Perth 1797-1891: a study in the social history of migrant Highlanders (Abertay Historical Society Publication, 1986).
- Gaelic Scotland: the transformation of a culture region (Routledge, 1988).
- Discovering the Cotswolds (John Donald, 1990).
- Urban Highlanders: Highland-Lowland migration and urban Gaelic culture, 1700-1900 (Tuckwell Press, 1998).
- Geography, science and national identity: Scotland since 1520 (Cambridge University Press, 2001).
- Placing the Enlightenment: thinking geographically about the Age of Reason (University of Chicago Press, 2007).

### 共編著
- （ジェリー・カーンズとの共編著）Urbanising Britain: essays on class and community in nineteenth-century Britain, edited with Gerry Kearns (Cambridge University Press, 1991).
- （デイヴィッド・N・リヴィングストンとの共編著）Geography and Enlightenment edited with David N. Livingstone (University of Chicago Press, 1999).
- （ポール・ウッドとの共編著）Science and medicine in the Scottish Enlightenment, edited with Paul Wood (Tuckwell Press, 2002).
- （マイルス・オグボーンとの共編著）Georgian geographies: essays on space, place and landscape in the eighteenth century, edited with Miles Ogborn (Manchester University Press, 2004).
- （デイヴィッド・N・リヴィングストンとの共編著）Geography and revolution, edited with David N. Livingstone (University of Chicago Press, 2005).
- （イニス・ケイレン、ビル・ベルとの共編著）Travels into Print: Exploration, Writing, and Publishing with John Murray, 1773-1859 edited with Innes Keighren and Bill Bell (University of Chicago Press, 2015),

## 所属等
- イギリス学士院 フェロー
- 王立地理学会 フェロー
- 王立歴史学会（英語版） フェロー
- ロイヤル・ソサエティ・オブ・アーツ フェロー
- エディンバラ王立協会（英語版） フェロー
- 欧州学士院（英語版） 会員
- 公認地理学者 (Chartered Geographer)
- 社会科学アカデミー（英語版） 会員